# Габуева, Алина Валерьевна
Алина Валерьевна Габуева (род. 16 апреля 1998, Владикавказ) — российская журналистка и телеведущая.

## Биография
Алина Габуева родилась 16 апреля 1998 года во Владикавказе в семье теннисиста-любителя Валерия Габуева.
Окончила юридический факультет в Северо-Осетинском государственном университете, но по специальности не работала. С 2019 по 2021 годы работала на региональном телевидении в качестве ведущей на канале «Осетия-Ирыстон».
Затем Габуева переехала в Москву, где работала ведущей новостей на Пятом канале, а затем на НТВ в качестве ведущей спортивных новостей.
Осенью 2022 года Габуева стала ведущей спортивных новостей на канале «Матч ТВ», а летом 2023 года стала ведущей спортивно-обозревательной программы «Все на Матч!».